# Aldearrodrigo
Aldearrodrigo é um município da Espanha na província de Salamanca, comunidade autónoma de Castela e Leão, de área 8,47 km² com população de 188 habitantes (2004) e densidade populacional de 22,20 hab/km².

## Demografia
| Variação demográfica do município entre 1991 e 2004 | Variação demográfica do município entre 1991 e 2004 | Variação demográfica do município entre 1991 e 2004 | Variação demográfica do município entre 1991 e 2004 |
| --------------------------------------------------- | --------------------------------------------------- | --------------------------------------------------- | --------------------------------------------------- |
| 1991                                                | 1996                                                | 2001                                                | 2004                                                |
| 232                                                 | 227                                                 | 191                                                 | 188                                                 |